# تیم ملی راگبی اتحادیه زنان ایران
تیم ملی راگبی بانوان ایران یک تیم بین‌المللی راگبی ۱۵نفره بانوان است که از طرف ایران در مسابقات بین‌المللی شرکت می‌کند.این تیم در آذرماه ۱۳۸۷ قهرمان مسابقات آسیایی لائوس گردید.